# Reggie Lynch
Reginald Joseph Connor Lynch, detto Reggie (Edina, 30 novembre 1994), è un cestista statunitense.

## Palmarès

### Squadra
- Campionato estone: 1

Kalev/Cramo: 2018-2019
- Supercoppa polacca: 1

Śląsk Breslavia: 2024

### Individuale
- MVP Supercoppa polacca: 1

Śląsk Breslavia: 2024